# ستيفن بيسلي
ستيفان باسيلي (بالإنجليزية: Stephen Paisley)‏ (28 يوليو 1983 بدبلن في جمهورية أيرلندا - ) هو لاعب كرة قدم أيرلندي في مركز الدفاع. شارك مع منتخب جمهورية أيرلندا تحت 17 سنة لكرة القدم ومنتخب جمهورية أيرلندا تحت 21 سنة لكرة القدم. أما مع النوادي، فقد لعب مع باتريك أتلتيك ومانشستر سيتي ونادي بوهيميان ونادي شيلبورن وSporting Fingal F.C. ‏ ولونغفورد تاون ‏.

## وصلات خارجية
- ستيفن بيسلي على موقع قاعدة بيانات كرة القدم.إي يو (الإنجليزية)